# Cibanteng (Ciampea)
Cibanteng is een bestuurslaag in het regentschap Bogor van de provincie West-Java, Indonesië. Cibanteng telt 17.298 inwoners (volkstelling 2010).